# Vaste commissie voor Justitie en Veiligheid
De Vaste commissie voor Justitie en Veiligheid (J&V) is een Nederlandse Tweede Kamercommissie die zich bezighoudt met alle beleidsonderwerpen die vallen onder de verantwoordelijkheid van de minister van Justitie en Veiligheid. Belangrijke thema's zijn politie, terrorismebestrijding, griffierechten, het vreemdelingen- en asielbeleid en georganiseerde misdaad.
De commissie voert regelmatig overleg met de ministers en staatssecretaris van Justitie en Veiligheid.

## Onderwerpen
Actuele kennisthema's waarmee de commissie zich in 2019 bezighoudt zijn:
- computerbeveiliging
- misdaadgeld
- modernisering Wetboek van Strafvordering
- politie van de toekomst
- de rechtsstaat nu en straks
- de strafrechtketen